# Jacques
Jacques ist die französische Form des männlichen Vornamens Jakob, der sowohl als Vor- wie auch als Familienname existiert.

## Familienname
- Alphonse Jacques de Dixmude (1858–1928), belgischer Generalleutnant
- André Jacques (1908–1997), belgischer Ordensgeistlicher, Bischof von Boma
- Averii Jacques (* 1972), tahitianischer Fußballschiedsrichter
- Ben Jacques-Maynes (* 1978), US-amerikanischer Cyclocross- und Straßenradrennfahrer
- Brian Jacques (1939–2011), britischer Schriftsteller
- Carlos Jacques (* 1982), uruguayischer Fußballspieler
- Catherine Jacques (* 1979), belgische Judoka
- Charles Jacques (1879–1946), französischer Maler
- Cheryl Jacques (* 1962), US-amerikanische Politikerin
- Claude Jacques (1929–2018), französischer Historiker, Epigraphiker und Südostasienwissenschaftler
- Danley Jean Jacques (* 2000), haitianischer Fußballspieler
- Emma Jacques (* 2001), französische Handballspielerin
- Farah Jacques (* 1990), kanadische Sprinterin
- Francis Jacques (* 1934), französischer Philosoph
- Gérard Jacques (1928–2022), belgischer Botschafter
- Hattie Jacques (1922–1980), britische Schauspielerin
- Henri-Antoine Jacques (1782–1866), französischer Pflanzen- und Rosenzüchter, Botaniker und Taxonom
- Jean-François Jacques (* 1985), kanadischer Eishockeyspieler
- Jeff Jacques (* 1953), kanadischer Eishockeyspieler
- Jennie Jacques (* 1989), britische Schauspielerin
- John Jacques, Baron Jacques (1905–1995), britischer Unternehmer, Politiker und Mitglied des House of Lords
- June Jacques (* um 1940), belgische Badmintonspielerin
- Lina Jacques-Sébastien (* 1985), französische Sprinterin
- Norbert Jacques (1880–1954), Luxemburger Schriftsteller
- Paula Jacques (* 1949), ägyptisch-französische Schriftstellerin und Radiomoderatorin
- Peter Jacques (Musiker) (1935–2025), Schweizer Jazzmusiker, Bandleader und Musikredakteur
- Peter Jacques (Dartspieler) (* 1973), englischer Dartspieler
- Rémi Grégoire Jacques (* 1991), kanadischer Biathlet
- Richard Jacques (* 1973), britischer Komponist
- Sylvain Jacques (* 1971), französischer Schauspieler, Musiker und Komponist von Bühnen- und Filmmusik
- Yves Jacques (* 1956), kanadischer Schauspieler

## Vorname

### A
- Jacques Abardonado (* 1978), französischer Fußballspieler
- Jacques Abbadie (1654–1727), französischer reformierter Theologe
- Jacques d’Adelswärd-Fersen (1880–1923), französischer Aristokrat, Autor und Dichter
- Jacques-Laurent Agasse (1767–1849), Schweizer Maler
- Jacques d’Albon, seigneur de Saint-André (≈1505–1562), Marschall von Frankreich
- Jacques-Édouard Alexis (* 1947), Premierminister von Haiti
- Jacques d’Amboise († 1516), französischer Kleriker
- Jacques d’Amboise (1559–1606), französischer Chirurg
- Jacques Amyot (1513–1593), französischer Schriftsteller und Theologe
- Jacques-François Ancelot (1794–1854), französischer Autor
- Jacques I. Androuet du Cerceau (1510/20–1585/86), französischer Architekt, Architekturtheoretiker, Zeichner und Kupferstecher
- Jacques Anquetil (1934–1987), französischer Radrennfahrer
- Jacques Arago (1790–1854), französischer Schriftsteller und Reisender
- Jacques Arcadelt (1504/14–1568), niederländischer Komponist und Kapellmeister
- Jacques d’Armagnac (1433–1477), französischer Adeliger und Protegè Ludwig XI.
- Jacques d’Arthois (1613–1686), flämischer Landschaftsmaler
- Jacques Arsène d’Arsonval (1851–1940), französischer Arzt und Physiker
- Jacques Attali (* 1943), französischer Ökonom
- Jacques Aubert (1689–1753), französischer Violinist und Komponist
- Jacques Audiard (* 1952), französischer Regisseur und Drehbuchautor
- Jacques Audiberti (1899–1965), französischer Schriftsteller und Journalist
- Jacques Augustin (1759–1832), französischer Maler
- Jacques-André-Joseph Camelot Aved (1702–1766), französischer Maler und Kunsthändler

### B
- Jacques Babinet (1794–1872), französischer Physiker
- Jacques Bachot (vor 1493 – nach 1526), französischer Bildhauer
- Jacques Balmat (1762–1834), französischer Bergführer und Kristallsucher
- Jacques Barrelier (1606–1673), französischer Botaniker
- Jacques Barrot (1937–2014), französischer Politiker und EU-Kommissar
- Jacques Barzun (1907–2012), US-amerikanischer Historiker und Philosoph
- Jacques Baumel (1918–2006), französischer Politiker
- Jacques de Beaune (≈1445–1527), französischer Finanzpolitiker
- Jacques Becker (1906–1960), französischer Filmregisseur
- Jacques Bellange (1575–1616), lothringischer Maler und Zeichner
- Jacques-Nicolas Bellin (1703–1772), französischer Kartograph, Geograph, Hydrograph und Enzyklopädist
- Jacques Bénazet (1778–1848), französischer Spielbankbetreiber
- Jacques Benoist-Méchin (1901–1983), französischer Intellektueller, Journalist, Historiker, Musikwissenschaftler und Politiker
- Jacques Benveniste (1935–2004), französischer Mediziner
- Jacques Bergier (1912–1978), französisch-polnischer Chemiker, Alchemist, Spion, Journalist und Schriftsteller
- Jacques Berlioz (1891–1975), französischer Zoologe
- Jacques Berndorf (1936–2022), deutscher Krimi-Schriftsteller und Journalist
- Jacques Berthelet (1934–2019), kanadischer Geistlicher, Bischof von Saint-Jean-Longueuil
- Jacques Berthier (1923–1994), französischer Organist und Komponist
- Jacques Bertillon (1851–1922), französischer Statistiker und Demograph
- Jacques Bertin (1918–2010), französischer Kartograph
- Jacques Bertot (1622–1681), französischer römisch-katholischer Mystiker
- Jacques Besson (um 1540–um 1576), französischer Mathematiker und Ingenieur
- Jacques Nicolas Billaud-Varenne (1756–1819), französischer Revolutionär
- Jacques Philippe Marie Binet (1786–1856), französischer Mathematiker
- Jacques Bingen (1908–1944), französisches Résistancemitglied
- Jacques Bistro (* 1953), deutscher Kabarettist
- Jacques Bizet (1872–1922), französischer Unternehmer und Schriftsteller
- Jacques-Émile Blanche (1861–1942), französischer Maler
- Jacques-François Blondel (1705–1774), französischer Architekt und Architekturhistoriker
- Jacques Bompard (* 1943), französischer Politiker
- Jacques Bénigne Bossuet (1627–1704), französischer Theologe, Bischof und Schriftsteller
- Jacques Bougie (* 1947), kanadischer Manager
- Jacques II. de Bourbon, comte de La Marche (1370–1438), Graf von La Marche und Graf von Castres
- Jacques Bourboulon (* 1946), französischer Fotograf
- Jacques Bouveresse (1940–2021), französischer Philosoph
- Jacques Boyceau de la Barauderie (1562–1634), französischer Gartenarchitekt
- Jacques Boyvin (1653–1706), französischer Organist und Komponist
- Jacques E. Brandenberger (1872–1954), Schweizer Chemiker
- Jacques Bral (1948–2021), französischer Regisseur
- Jacques Brel (1929–1978), belgischer Chansonnier und Schauspieler
- Jacques Bretel (* vor 1285), französischer Troubadour
- Jacques Breuer, belgischer Archäologe
- Jacques Breuer (1956–2024), österreichischer Filmschauspieler, Synchronsprecher und Filmregisseur
- Jacques de Brézé († 1494), Groß-Seneschall der Normandie
- Jacques Albert Brion (1843–1910), französischer Architekt
- Jacques Pierre Brissot (1754–1793), französischer Revolutionär
- Jacques Brotchi (* 1942), belgischer Neurochirurg und Politiker
- Jacques Brugnon (1895–1978), französischer Tennisspieler

### C
- Jacques Callot (1592–1635), französischer Zeichner, Graphiker, Kupferstecher und Radierer
- Jacques de Cambrai (um 1220), Komponist und Trouvère
- Jacques Carette (* 1947), französischer Leichtathlet
- Jacques Caroli (1902–1979), französischer Gastroenterologe
- Jacques Cartier (1491–1557), französischer Entdecker und Seefahrer
- Jacques Cassard (1679–1740), französischer Freibeuter
- Jacques Cassini (1677–1756), französischer Astronom und Geograf
- Jacques Castérède (1926–2014), französischer Komponist
- Jacques Cathelineau (1759–1793), französischer General der Vendéer
- Jacques Cazotte (1719–1792), französischer Schriftsteller
- Jacques Celliers (* 1978), namibischer Radrennfahrer
- Jacques Chaban-Delmas (1915–2000), französischer Politiker
- Jacques Chailley (1910–1999), französischer Musikwissenschaftler, Musikpädagoge und Komponist
- Jacques Champion de Chambonnières (um 1601–1672), französischer Cembalist und Komponist
- Jacques Charby (1929–2006), französischer Schauspieler, Antikolonialist und Regisseur
- Jacques Chardonne (1884–1968), französischer Schriftsteller
- Jacques Alexandre César Charles (1746–1823), französischer Physiker
- Jacques de Châtillon († 1302), Seigneur de Leuze, de Condé, de Carency, de Buquoy et d’Aubigny
- Jacques Chessex (1934–2009), Schweizer Schriftsteller
- Jacques Chirac (1932–2019), französischer Politiker, Staatspräsident 1995–2007
- Jacques Cinq-Mars (1942–2021), kanadischer Archäologe
- Jacques de Claeuw (1623–1694), holländischer Maler
- Jacques Clément (1567–1589), französischer Attentäter
- Jacques Cœur (1395–1456), französischer Kaufmann und Geldgeber der Krone
- Jacques Cornu (* 1953), Schweizer Motorradrennfahrer
- Jacques Philippe Cornut (1606–1651), französischer Arzt und Botaniker
- Jacques-Yves Cousteau (1910–1997), französischer Meeresforscher
- Jacques Cujas (1522–1590), französischer Jurist für römisches Recht
- Jacques Curie (1855–1941), französischer Physiker

### D
- Jacques Dacqmine (1924–2010), französischer Schauspieler und Drehbuchautor
- Jacques Daléchamps (1513–1588), französischer Botaniker und Arzt
- Jacques Daret (um 1401–1468), flämischer Maler
- Jacques-Louis David (1748–1825), französischer Maler
- Jacques Daviel (1693/96–1752), französischer Augenarzt
- Jacques Dedelley (1694–1757), Schweizer Jesuit, Theologe und Philosoph
- Jacques-Charles Delahaye (1928–2010), französischer Bildhauer
- Jacques Delfeld (* 1951), Vorsitzender des Verbandes Deutscher Sinti und Roma
- Jacques Delille (1738–1813), französischer Dichter
- Jacques Delors (1925–2023), französischer Politiker
- Jacques Demers (* 1944), kanadischer Eishockeytrainer und Politiker
- Jacques Demogeot (1808–1894), französischer Literat
- Jacques Demy (1931–1990), französischer Filmregisseur
- Jacques Deray (1929–2003), französischer Regisseur
- Jacques Derrida (1930–2004), französischer Philosoph
- Jacques Deval (1895–1972), französischer Dramatiker und Regisseur
- Jacques Dewatre (1936–2021), französischer Offizier und Diplomat
- Jacques Dixmier (* 1924), französischer Mathematiker
- Jacques Doillon (* 1944), französischer Filmregisseur und Drehbuchautor
- Jacques Doniol-Valcroze (1920–1989), französischer Filmkritiker, Drehbuchautor, Schauspieler und Filmregisseur
- Jacques Doriot (1898–1945), französischer Politiker
- Jacques Doucet (1853–1929), französischer Modedesigner und Kunstsammler
- Jacques Droëtti, italienischer Radrennfahrer
- Jacques Charles René Duchesne (1837–1918), französischer General
- Jacques Duclos (1896–1975), französischer Parteifunktionär
- Jacques Arnaud Duèze (1245/49–1334), Papst Johannes XXII. von 1316 bis 1334
- Jacques Dufilho (1914–2005), französischer Schauspieler
- Jacques François Dugommier (1738–1794), französischer General
- Jacques Dumas, eigentlicher Name von Marijac (1908–1995), französischer Comiczeichner und Herausgeber
- Jacques Dumas (1926–1985), französischer Unterwasserarchäologe
- Jacques Dupont (1928–2019), französischer Radrennfahrer
- Jacques-Davy Duperron (1556–1618), französischer Kardinal, Dichter und Diplomat
- Jacques-Henri de Durfort, duc de Duras (1625–1704), Marschall von Frankreich
- Jacques Dutronc (* 1943), französischer Chansonnier und Schauspieler

### E
- Jacques Ellul (1912–1994), französischer Soziologe und Theologe
- Jacques Errera (1896–1977), belgischer Physikochemiker

### F
- Jacques Faizant (1918–2006), französischer Comiczeichner
- Jacques Fatton (1925–2011), Schweizer Fußballspieler
- Jacques Faty (* 1984), französischer Fußballspieler
- Jacques Faure (1904–1988), französischer Général de Brigade und Skisportler
- Jacques-Napoléon Faure-Biguet (1893–1954), französischer Journalist, Schriftsteller und Übersetzer
- Jacques Favre (1921–2008), französischer Fußballspieler und -trainer
- Jacques Feldbau (1914–1945), französischer Mathematiker
- Jacques Feyder (1885–1948), französisch-belgischer Filmregisseur
- Jacques Foccart (1913–1997), französischer Politiker
- Jacques Forestier (1890–1978), französischer Internist und Rheumatologe
- Jacques Fouquières (≈1580–1659), flämischer Maler
- Jacques Fournier (≈1285–1342), Papst Benedikt XII. von 1334 bis 1342
- Jacques Fouroux (1947–2005), französischer Rugbyspieler
- Jacques Freitag (1982–2024), südafrikanischer Leichtathlet
- Jacques Fullard (* 1974), südafrikanischer Radrennfahrer
- Jacques Futrelle (1875–1912), US-amerikanischer Schriftsteller

### G
- Jacques-Ange Gabriel (1698–1782), französischer Architekt
- Jacques François Gallay (1795–1864), französischer Hornist
- Jacques Gaillot (1935–2023), Titularbischof von Partenia und Bischof von Évreux
- Jacques Gassmann (* 1963), deutscher Maler und Innenraumgestalter
- Jacques Gaultier (um 1600 – nach 1637), französischer Lautenist
- Jacques Gelman (1909–1986), russisch-mexikanischer Filmproduzent und Kunstsammler
- Jacques Georges (1916–2004), französischer Fußballfunktionär
- Jacques Germain (1915–2001), französischer Maler und Grafiker
- Jacques Gernet (1921–2018), französischer Sinologe
- Jacques Géry (1917–2007), französischer Ichthyologe
- Jacques Goddet (1905–2000), französischer Sport-Journalist
- Jacques Honoré Rainier Grimaldi (* 2014), monegassischer Thronfolger
- Jacques Grimonpon (1925–2013), französischer Fußballspieler
- Jacques Gruet († 1547), Schweizer Libertin und Atheist
- Jacques Antoine Hippolyte Guibert (1743–1790), französischer General und Militärschriftsteller

### H
- Jacques Salomon Hadamard (1865–1963), französischer Mathematiker
- Jacques Hairabedian (1926–2014), französischer Boxer
- Jacques François Élie Fromental Halévy (1799–1862), französischer Komponist
- Jacques Félix Emmanuel Hamelin (1768–1839), französischer Admiral
- Jacques de Hemricourt (1333–1403), französischer Schriftsteller
- Jacques Hannak (1892–1973), österreichischer Schriftsteller und Journalist
- Jacques-René Hébert (1757–1794), französischer Revolutionär
- Jacques Herbrand (1908–1931), französischer Logiker
- Jacques Herzog (* 1950), französischer Architekt
- Jacques Hétu (1938–2010), kanadischer Komponist
- Jacques Hittorff (1792–1867), französischer Architekt
- Jacques Bernard Hombron (1798–1852), französischer Arzt, Naturalist und Polarforscher
- Jacques-Martin Hotteterre (1673–1763), französischer Komponist
- Jacques Julien Houtou de Labillardière (1755–1834), französischer Naturforscher und Reisender
- Jacques Huber-Kudlich (1851–1918), Schweizer Seidenindustrieller
- Jacques Gabriel Huquier (1695–1772), französischer Künstler, Kunsthändler und -sammler
- Jacques Hustin (1940–2009), belgischer Sänger und Maler

### I
- Jacques I. (1689–1751), Fürst von Monaco
- Jacques I. de Bourbon, comte de La Marche (≈1319–1362), Connétable von Frankreich
- Jacques II. de Bourbon, comte de La Marche (1370–1438), Graf von La Marche
- Jacques Ibert (1890–1962), französischer Komponist
- Jacques Isorni (1911–1995), französischer Anwalt

### J
- Jacques Janse van Rensburg (* 1987), südafrikanischer Radrennfahrer
- Jacques Jasmin (1798–1864), französischer Schriftsteller
- Jacques Joseph (1865–1934), deutscher plastischer Chirurg
- Joaquín Jacques (* 1993), uruguayischer Fußballspieler

### K
- Jacques Königstein (1897–1971), deutscher Karnevalsfunktionär

### L
- Jacques Lacan (1901–1981), französischer Psychoanalytiker
- Jacques Lacarrière (1906–2005), französischer Eishockeyspieler und -funktionär
- Jacques Lacarrière (1925–2005), französischer Schriftsteller
- Jacques de Lacretelle (1888–1985), französischer Schriftsteller
- Jacques Laffite (* 1943), französischer Autorennfahrer
- Jacques Laffitte (1767–1844), französischer Bankier und Politiker
- Jacques de Lajoue (1686–1761), französischer Kunstmaler
- Jacques Lalande (1921–2003), französischer impressionistischer Maler
- Jacques Lanzmann (1927–2006), französischer Schriftsteller und Journalist
- Jacques Laperrière (* 1941), kanadischer Eishockeyspieler und -trainer
- Jacques de Larosière (* 1929), französischer Jurist
- Jacques-Henri Lartigue (1894–1986), französischer Fotograf und Maler
- Jacques Laurent (1919–2000), französischer Schriftsteller und Journalist
- Jacques-Philippe Le Bas (1707–1783), französischer Kupferstecher
- Jacques Lebaudy (1868–1919), französischer Abenteurer
- Jacques Lecoq (1921–1999), französischer Theaterpädagoge, Schauspiellehrer und Pantomime
- Jacques Lefèvre d’Étaples (1450/55–1536), französischer Reformhumanist, Bibelübersetzer und Exeget
- Jacques Le Goff (1924–2014), französischer Historiker
- Jacques Lemaire (* 1945), kanadischer Eishockeyspieler und -trainer
- Jacques François Fernand Lematte (1850–1929), französischer Historienmaler
- Jacques Lemercier (1585–1654), französischer Architekt
- Jacques-Nicolas Lemmens (1823–1881), belgischer Organist und Komponist
- Jacques de Lévis, comte de Caylus (1554–1578), französischer Adliger
- Jacques L’Hermite (1582–1624), niederländischer Admiral
- Jacques Jean Lhermitte (1877–1959), französischer Neurologe
- Jacques Linard (1597–1645), französischer Maler
- Jacques-Louis Lions (1928–2001), französischer Mathematiker
- Jacques Lipchitz (1891–1973), französischer Plastiker
- Jacques Lisfranc (1790–1847), französischer Chirurg
- Jacques de Littemont, Hofmaler der französischen Könige Karl VII. und Ludwig XI.
- Jacques Lob (1932–1990), französischer Comicautor
- Jacques Loeb (1859–1924), deutsch-US-amerikanischer Biologe
- Jacques Loussier (1934–2019), französischer Pianist und Arrangeur
- Jacques de Loustal (* 1956), französischer Comiczeichner
- Jacques Lu Cont (* 1977), britischer Housemusiker und -produzent
- Jacques Lunis (1923–2008), französischer Leichtathlet
- Jacques Lusseyran (1924–1971), französischer Schriftsteller

### M
- Jacques MacDonald (1765–1840), französischer General und Marschall von Frankreich
- Jacques Madubost (1944–2018), französischer Leichtathlet
- Jacques Mahu (1564–1598), niederländischer Entdeckungsreisender
- Jacques Mangers (1889–1972), Oberhirte der katholischen Kirche in Norwegen
- Jacques Maquet (1919–2013), belgischer Anthropologe und Afrikanist
- Jacques Philippe Maraldi (1665–1729), französisch-italienischer Astronom und Mathematiker
- Jacques Maritain (1882–1973), französischer Philosoph
- Jacques Marquette (1637–1675), französischer Jesuit und Entdecker
- Jacques Martin (1851–1930), belgischer Musiker und Komponist
- Jacques-Paul Martin (1908–1992), französischer Kardinal
- Jacques Martin (1921–2010), französischer Comiczeichner
- Jacques Martin (1922–1964), französischer Philosoph
- Jacques Martin (1933–2007), französischer Schauspieler und Fernsehmoderator
- Jacques Martin (* 1952), kanadischer Eishockeyspieler und -trainer
- Jacques Massu (1908–2002), französischer General
- Jacques Mauduit (1557–1627), französischer Komponist
- Jacques Mayol (1927–2001), französischer Apnoe-Taucher
- Jacques Féréol Mazas (1782–1849), französischer Violinist und Violinpädagoge
- Jacques Mbali (1921–2007), Bischof im Bistum Buta
- Jacques van Meer (* 1958), niederländischer Radrennfahrer
- Jacques-François Menou (1750–1810), französischer General
- Jacques Mercanton (1910–1996), Schweizer Schriftsteller und Universitätsprofessor
- Jacques Mesrine (1936–1979), französischer Gewaltverbrecher
- Jacques Michel (* 1941), kanadischer Singer-Songwriter und Gitarrist
- Jacques Mieses (1865–1954), deutsch-britischer Schachmeister
- Jacques Paul Migne (1800–1875), französischer Priester, Schöpfer der Patrologia Latina
- Jacques Miller (* 1931), australischer Immunologe französischer Herkunft
- Jacques de Milly († 1461), französischer Großmeister des Malteserordens
- Jacques Moderne (um 1500 – nach 1560), französischer Musiknoten-Drucker, Musikverleger und Buchhändler
- Jacques Johan Mogendorff (1898–1961), niederländischer Kaufmann und Spieleautor
- Jacques de Molay (1244/50–1314), französischer Großmeister des Templerordens
- Jacques Monod (1910–1976), französischer Biochemiker
- Jacques Monod (1918–1985), französischer Schauspieler
- Jacques-Louis Monod (1927–2020), französischer Komponist, Dirigent und Musiktheoretiker
- Jacques Étienne Montgolfier (1745–1799), französischer Luftfahrtpionier
- Jacques Montéran (1882–1947), französischer Kameramann
- Jacques Moreau (1918–1961), belgischer Althistoriker
- Jacques-Joseph Moreau (1804–1884), französischer Psychiater
- Jacques Moreillon (* 1939), Schweizer Jurist und Politologe
- Jacques Morel (1395–1459), französischer Bildhauer
- Jacques Morel (1922–2008), französischer Schauspieler
- Jacques de Morgan (1857–1924), französischer Geologe und Ägyptologe

### N
- Jacques-André Naigeon (1738–1810), französischer Autor, Aufklärer und Publizist
- Jacques Narcy (* 1942), französischer Schauspieler
- Jacques-Christophe Naudot (≈1690–1762), französischer Flötist und Komponist
- Jacques Necker (1732–1804), Schweizer Bankier und Finanzminister unter Ludwig XVI.
- Jacques Neirynck (1931–2025), Schweizer Elektrotechniker, Politiker, Verbraucherschützer und Autor
- Jacques N’Guea (1955–2022), kamerunischer Fußballspieler
- Jacques Nguyên Van Mâu (1914–2013), römisch-katholischer Bischof des vietnamesischen Bistums Vinh Long
- Jacques de Novelles (≈1285–1342), Papst Benedikt XII. von 1334 bis 1342
- Jacques Novi (* 1946), französischer Fußballspieler und -trainer

### O
- Jacques Offenbach (1819–1880), französisch-deutscher Komponist
- Jacques Ogg (* 1948), niederländischer Cembalist
- Jacques Ozanam (1640–1718), französischer Mathematiker

### P
- Jacques Palminger (* 1964), deutscher Schauspieler und Musiker
- Jacques Pantaléon (vor 1200 – 1264), Papst Urban IV. von 1261 bis 1264
- Jacques Pellegrin (1873–1944), französischer Zoologe und Ichthyologe
- Jacques Pelzer (1924–1994), belgischer Jazzsaxophonist
- Jacques Perret (1540/45–1610/19), französischer Architekt und Mathematiker
- Jacques Perrin (1941–2022), französischer Schauspieler und Produzent
- Jacques Boucher de Perthes (1788–1868), französischer Hobbyarchäologe
- Jacques Peyroles (1931–2023), französischer Journalist und Schriftsteller
- Jacques Piccard (1922–2008), Schweizer Tiefseeforscher und Ozeanograf
- Jacques Pilartz (1836–1910), deutscher Fotograf
- Jacques Planté (1924–1989), französischer Schachspieler und Filmproduzent
- Jacques Plante (1929–1986), kanadischer Eishockeytorwart
- Jacques Plantier (1792–1872), französischer Gärtner und Rosenzüchter
- Jacques J. Polak (1914–2010), niederländischer Ökonom
- Jacques Poos (1935–2022), luxemburgischer Politiker
- Jacques Poulin (* 1937), frankokanadischer Schriftsteller
- Jacques Prévert (1900–1977), französischer Autor, Dichter und Chansonnier
- Jacques Prigent (1927–2008), französischer Boxer

### R
- Jacques Rampal (1944–2015), französischer Dramatiker
- Jacques Rancière (* 1940), französischer Philosoph
- Jacques-Louis Randon (1795–1871), französischer General und Staatsmann
- Jacques Raymond, belgischer Sänger
- Jacques Réda (1929–2024), französischer Schriftsteller, Dichter und Jazzautor
- Jacques de Reinach (1840–1892), französischer Bankier
- Jacques de Révigny (Jacobus de Ravanis; 1230/40–1296), Rechtsgelehrter (Legist) und Bischof von Verdun
- Jacques Reynaud (* 1960), italienisch-französischer Modedesigner und Kostümbildner
- Jacques Richard (1952–2002), kanadischer Eishockeyspieler
- Jacques Richard (* 1954), französischer Filmregisseur und Drehbuchautor
- Jacques Rigaut (1898–1929), französischer Dichter und Autor
- Jacques Rivette (1928–2016), französischer Filmregisseur
- Jacques Rivière (1886–1925), französischer Schriftsteller
- Jacques Rogge (1942–2021), belgischer orthopädischer Chirurg und Präsident des Internationalen Olympischen Komitees
- Jacques Alaixys Romao (* 1984), togoisch-französischer Fußballspieler
- Jacques Rossi (1909–2004), polnisch-französischer politischer Aktivist und Schriftsteller
- Jacques Rothmüller (1804–1862), französischer Landschaftsmaler, Zeichner und Lithograph
- Jacques Rotter (1878–1972), österreichischer Tenor
- Jacques Roubaud (1932–2024), französischer Schriftsteller, Dichter und Mathematiker
- Jacques Rougeau (* 1960), kanadischer Wrestler
- Jacques Rougerie, französischer Architekt
- Jacques Roumain (1907–1944), haitianischer Schriftsteller und Politiker
- Jacques Rousseau (1951–2024), französischer Leichtathlet
- Jacques de Rousseaux (≈1600–1638), niederländischer Maler
- Jacques Roux (1752–1794), französischer Revolutionär
- Jacques Rozier (1926–2023), französischer Filmregisseur
- Jacques de Rue († 1378), Kammerherr des Königs Karl II. von Navarra
- Jacques Rueff (1896–1978), französischer politischer Theoretiker, Wirtschaft- und Finanzexperte

### S
- Jacques Salomé (* 1935), französischer Sozialpsychologe
- Jacques-Henri Bernardin de Saint-Pierre (1737–1814), französischer Schriftsteller
- Jacques-Noël Sané (1740–1831), französischer Schiffbauingenieur
- Jacques Santer (* 1937), luxemburgischer Politiker und Premierminister von Luxemburg
- Jacques Santini (* 1952), französischer Fußballtrainer und -spieler
- Jacques Sarazin (1592–1660), französischer Bildhauer
- Jacques Schader (1917–2007), Schweizer Architekt
- Jacques Schneider (1879–1928), französischer Industrieller
- Jacques Schneider (* 1992), deutscher Basketballtrainer
- Jacques Schols (1935–2016), niederländischer Jazzbassist
- Jacques Schramme (1929–1988), belgischer Söldner
- Jacques Schulz (* 1967), deutscher Sportjournalist
- Jacques Schwarz-Bart (* 1962), Jazzsaxophonist
- Jacques Schwob d’Héricourt (1881–1943), französischer Filmproduzent
- Jacques Secrétin (1949–2020), französischer Tischtennisspieler
- Jacques Sernas (1925–2015), litauisch-französischer Schauspieler und Drehbuchautor
- Jacques Simon (1941–2017), französischer Fußballspieler
- Jacques Simonet (1963–2007), belgischer Politiker
- Jacques Sirmond (1559–1651), französischer katholischer Gelehrter und Erzieher
- Jacques Soguel (* 1956), Schweizer Eishockeyspieler
- Jacques Songo’o (* 1964), kamerunischer Fußballspieler
- Jacques-Louis Soret (1827–1890), Schweizer Chemiker und Physiker
- Jacques-Germain Soufflot (1713–1780), französischer Architekt
- Jacques Soustelle (1912–1990), französischer Ethnologe und Politiker
- Jacques Stella (1596–1657), französisch-flämischer Maler, Graveur und Holzschnitzer
- Jacques Sternberg (1923–2006), belgischer Schriftsteller
- Jacques Stosskopf (1898–1944), französischer Marineoffizier und Widerstandskämpfer
- Jacques Stotzem (* 1959), belgischer Musiker
- Jacques Suzanne (1880–1967), französischer Künstler und Geologe
- Jacques Sylla (1946–2009), Premierminister von Madagaskar

### T
- Jacques Tardi (* 1946), französischer Comiczeichner
- Jacques Tati (1907–1982), französischer Schauspieler und Regisseur
- Jacques Thibaud (1880–1953), französischer Violinist
- Jacques Thollot (1946–2014), französischer Schlagzeuger
- Jacques-Auguste de Thou (1553–1617), französischer Geschichtsschreiber und Staatsmann
- Jacques Guillaume Thouret (1746–1794), französischer Anwalt und Teilnehmer der Französischen Revolution
- Jacques-Alexis Thuriot de la Rozière (1753–1829), Politiker während der Französischen Revolution
- Jacques Joseph Tissot (1836–1902), französischer Maler
- Jacques Tits (1930–2021), französischer Mathematiker
- Jacques Toubon (* 1941), französischer Politiker
- Jacques Tourneur (1904–1977), US-amerikanischer Filmregisseur französischer Abstammung
- Jacques Turcot (1914–1977), kanadischer Chirurg
- Jacques Turgot (1727–1781), französischer Staatsmann und Ökonom

### U
- Jacques Urbach (1930–2022), Schweizer Unternehmensgründerin und Erfinderin
- Jacques Urlus (1867–1935), holländischer Heldentenor
- Jacques Juvénal des Ursins (1410–1457), römisch-katholischer Bischof

### V
- Jacques Vaché (1895–1919), französischer Schriftsteller
- Jacques Vaillant (1643–1691), niederländischer Maler
- Jacques Vaillant (* 1952), französischer Sänger
- Jacques Vallée (* 1939), französischer Astronom, Informatiker und Ufologe
- Jacques de Vaucanson (1709–1782), französischer Ingenieur, Erfinder und Flugpionier
- Jacques Vergès (1925–2013), französischer Anwalt
- Jacques de Via († 1317), Kardinal der Katholischen Kirche
- Jacques Villain (1934–2022), französischer Physiker
- Jacques Villeneuve (* 1971), kanadischer Rennfahrer
- Jacques Villeneuve senior (* 1953), kanadischer Rennfahrer
- Jacques Villeret (1951–2005), französischer Schauspieler
- Jacques Villon (1875–1963), französischer Maler
- Jacques de Vitry (1160/70–1240), mittelalterlicher Kardinal und Autor
- Jacques Voigtländer (* 1948), deutscher Politiker

### W
- Jacques Waardenburg (1930–2015), niederländischer Theologe, Schriftsteller und Religions- und Islamwissenschaftler
- Jacques Weber (* 1949), französischer Schauspieler
- Jacques Wildberger (1922–2006), Schweizer Komponist
- Jacques-Bénigne Winslow (1669–1760), dänischer Anatom in Paris
- Jacques Wirion (* 1944), Luxemburger Aphoristiker und Essayist

### Z
- Jacques Zegers (* 1947), belgischer Sänger, Schauspieler, Schriftsteller und Journalist
- Jacques Zimako (1951–2021), neukaledonisch-französischer Fußballspieler
- Jacques Zoua (* 1991), kamerunischer Fußballspieler